# Christoph 27
Christoph 27 ist der Funkrufname des Rettungshubschraubers (RTH) der DRF Luftrettung, der für die Luftrettung in Nürnberg und Notfallorte im Umkreis zur Verfügung steht.

## Station, Einsatz und Besetzung
Der Hubschrauber der DRF Luftrettung ist am Flughafen Nürnberg stationiert. Er ist täglich von Sonnenaufgang, frühestens 7 Uhr, bis Sonnenuntergang in Einsatzbereitschaft. Er wird von der Leitstelle Nürnberg zu Rettungseinsätzen mit Notarztindikation alarmiert, wenn ein Notarzteinsatzfahrzeug (NEF) nicht rechtzeitig zur Verfügung steht oder die Art der Verletzung den Transport eines Patienten mittels Hubschrauber erforderlich macht.
Bei seinen Einsätzen ist Christoph 27 mit einem Piloten der DRF Luftrettung, einem Notarzt aus den Kliniken in Nürnberg, Fürth, Neumarkt oder dem Universitätsklinikum Erlangen und einem Notfallsanitäter der DRF Luftrettung besetzt. Der Notfallsanitäter gehört zur Hubschrauberbesatzung (HEMS Crew Member), unterstützt den Piloten im Bereich der Kommunikation und Navigation und fungiert als Winden-Operator, während der Notarzt juristisch gesehen ein Passagier ist.

### Rettungswinde

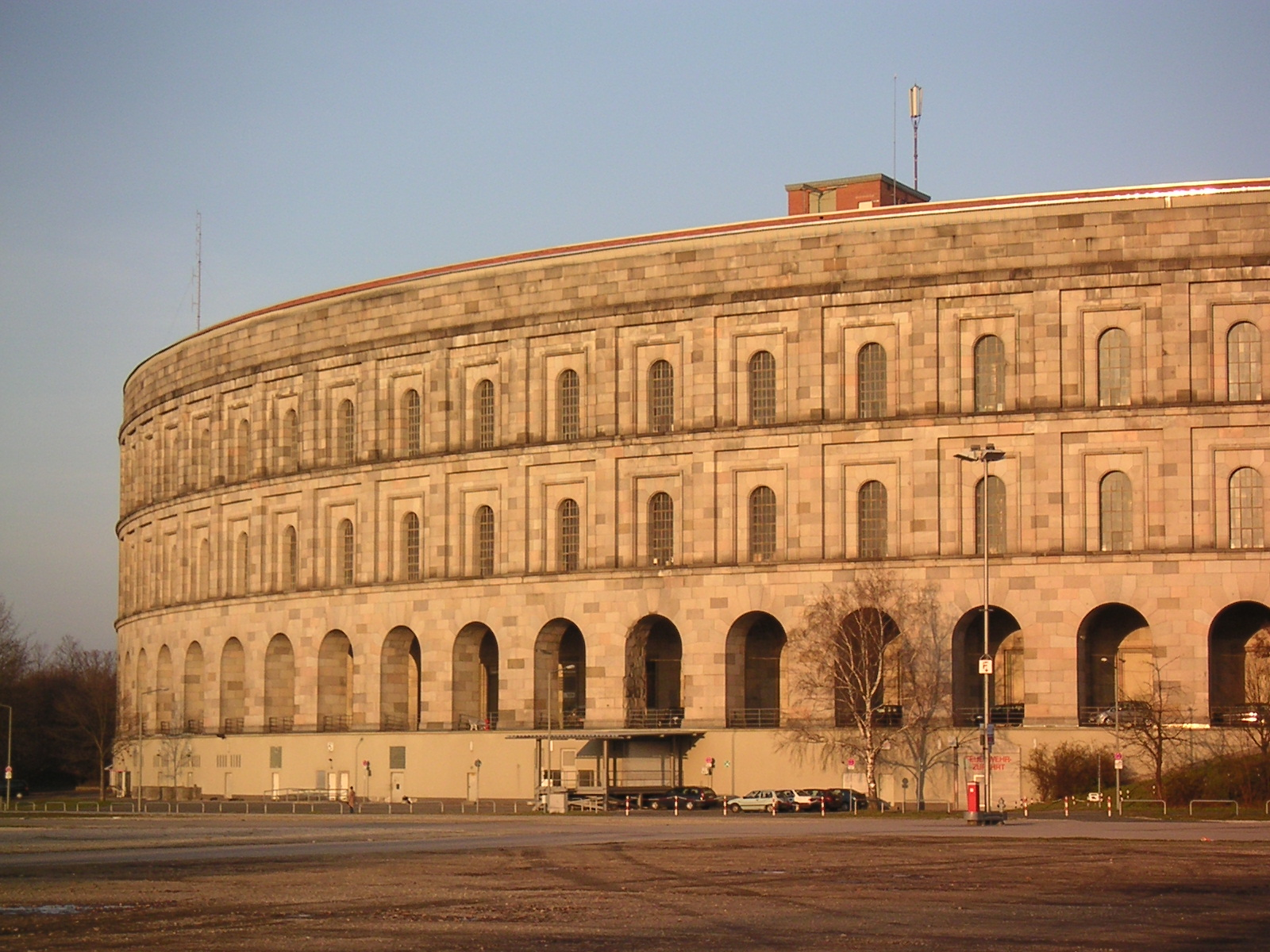
An dem oben sichtbaren Aufbau mit Funkmast auf der Kongresshalle fand der erste Windenrettungseinsatz statt.

Standardmäßige Ausrüstung des RTH ist eine Rettungswinde mit 90 m Seillänge, die auf der linken Seite montiert ist. Die Rettungswinde wird u. a. für Windenrettungen in den Klettergebieten der Fränkischen Schweiz eingesetzt. Im Stadtgebiet Nürnberg kooperiert Christoph 27 eng mit der Höhenrettungsgruppe der Berufsfeuerwehr Nürnberg und darüber hinaus hauptsächlich mit den umliegenden Bergwachten.
Der erste Einsatz der Rettungswinde nach Übernahme der Station durch die DRF fand am 11. Mai 1998 im Stadtgebiet Nürnberg statt. An der Kongresshalle war ein Techniker von einem Mobilfunkmast mehrere Meter abgerutscht und lag auf der Arbeitsplattform derart unzugänglich, dass er mit einer Drehleiter nicht erreicht werden konnte. Zwecks schonender Rettung forderte der anwesende Notarzt den RTH mit Winde nach.

## Betreiber
Erster Betreiber des Christoph 27, damals noch unter dem Rufnamen SAR 74, war seit Inbetriebnahme am 1. Juli 1973 die Bundeswehr. Zum 1. April 1998 übernahm die DRF Luftrettung.

## Hubschraubertyp
Die DRF Luftrettung setzte von 1998 bis 2010 eine MBB/Kawasaki BK 117 ein. Diese wurde 2010 durch einen Eurocopter EC 135 ersetzt.
Seit dem 1. Oktober 2023 wird an der Station ein Airbus H145 D-3 mit Fünfblattrotor eingesetzt.

## Einsatzstatistik
| Jahr     | 1979 | 1980 | 1981 | … | 1986 | … | 1998 | … | 2001 | … | 2010 | 2011 | 2012 | 2013 | 2014 | 2015 | 2016 | 2017 | 2018 | 2019 | 2020 | 2021 | 2022 | 2023 |
| Einsätze | 182  | 933  | 921  |   | 1037 |   | 1711 |   | 1893 |   | 1619 | 1699 | 1531 | 1525 | 1546 | 1633 | 1564 | 1488 | 1427 | 1479 | 1266 | 1567 | 1823 | 1720 |

## Besondere Ereignisse
Ein Kleinflugzeug vom Typ Piper PA-28 (mit 2 Piloten besetzt) und ein DRF-Rettungshubschrauber mit der Kennung „D-HDRV“ (mit zwei Piloten besetzt), der vorwiegend in Nürnberg als „Christoph 27“ zum Einsatz kam, stießen am 23. Januar 2018 gegen 13 Uhr bei Oberhausen-Rheinhausen / Philippsburg im Kreis Karlsruhe in der Luft zusammen und stürzten ab. Bei dem Unglück kamen vier Menschen ums Leben.

## Sonstiges
Der Name Christoph geht auf den heiligen Christophorus zurück, Christophorus wird in der Ikonographie häufig als Hüne mit Stab dargestellt, der das Jesuskind auf den Schultern über einen Fluss trägt. Er zählt zu den Vierzehn Nothelfern und ist heute besonders bekannt als Schutzheiliger der Reisenden. Nach ihm tragen alle deutschen Rettungshubschrauber den BOS-Funk-Rufnamen Christoph, gefolgt von einer Nummer bei Rettungshubschraubern und einer Bezeichnung zum Standort bei Intensivtransporthubschraubern.